# Чинарлы (посёлок)
Чинарлы (азерб. Çinarlı) — посёлок городского типа в Шамкирском районе Азербайджана. Посёлок расположен в 10 км от железнодорожной станции Шамкир (на линии Гянджа — Акстафа).

## История
Посёлок основан в 1888 году немцами-колонистами, основатели — 80 семей из колонии Еленендорф. Носил название Георгсфельд в честь великого князя Георгия Александровича. До 1917 года находился в составе Елисаветпольской губернии, Елисаветпольского уезда, Георгсфельдской (Георгиевской) волости. По постановлению губернских властей от 9 февраля 1916 года, ввиду войны России с Германией, было принято решение переименовать селение в Георгиевское. В 1932 году постановлением президиума ЦИК село Георгиевск переименовано в Ленинфельд. В 1942 году, после выселения немцев с Кавказа село до 1962 года носило название Ленинкенд, а после присвоения статуса посёлка городского типа в 1962 г. — Ленин. Современное название с 1992 года .
По данным БСЭ в Ленине размещались виноградарский совхоз с винзаводом, а также инкубаторно-птицеводческая станция.

### Церковь
Евангелический приход Анненфельд-Георгсфельд. В 1926 году было начато строительство кирхи в Георгсфельде, которую не удалось достроить ввиду препятствий органов НКВД и антирелигиозной пропаганды.

### Хозяйство
В колонии насчитывалось 3185 десятин земли. Было развито виноградарство, садоводство. В 1907 году был построен винзавод, а в 1910 — спиртоочистительный завод. В 1906 году было основано винодельческое товарищество «Надежда» (нем. Hoffnung). В поселении имелась общинная бойня, пекарня, ГЭС, колхоз «Борьба».

### Социальная жизнь
В Георгсфельде был детский сад, начальная школа. В 1913 году была открыта чайная, а в 1926 — клуб.

## Население
| 1889 | 1897             | 1903 | 1913 | 1918 | 1921 | 1928 |
| ---- | ---------------- | ---- | ---- | ---- | ---- | ---- |
| 212  | 596 (450 немцев) | 637  | 840  | 811  | 861  | 936  |

| 1970 | 1979 | 1989 | 2011 | 2012 |
| ---- | ---- | ---- | ---- | ---- |
| 4592 | 4359 | 6259 | 6900 | 7072 |